# Sigalionidae
Sigalionidae (лат.) — семейство кольчатых червей отряда Phyllodocida из подкласса Errantia класса многощетинковых.

## Описание
Морские придонные многощетинковые черви. Сигалиониды также называются чешуйчатыми червями. Однако их тело гораздо длиннее, чем у Polynoidae. Спинная поверхность сигалионид в разной степени покрыта чешуевидными пластинами-элитрами; у некоторых видов элитры покрыты песчинками. У них хорошо развитая голова с многочисленными придатками, многочисленные сегменты, хорошо развитые параподии и хеты. Черви с четырёхугольным или уплощённым телом. Имеется от одного до трёх усиков; четыре челюсти. Маргинально окаймлённые элитрами чередуются с дорсальными цирри на передних сетигерах и присутствуют на всех задних сетигерах. Нейрохеты (щетинки невроподий, брюшных ветвей параподий) составные, нотохеты (щетинки нотоподий, спинных ветвей параподий) простые. Распространены на мягком дне.
Sigalionidae распространены по всему миру и часто встречаются в образцах бентоса, хотя редко присутствуют в больших количествах. Они встречаются от приливно-отливной зоны до глубоководных участков, а также в эстуариях. Обычно они встречаются на мягких отложениях или связаны с зарослями морских трав на мелководье. В 1991 году сигалионид зарегистрировали с подводных гор восточной части Тихого океана на глубинах от 788 до 3353 м. Несколько родов представлены мелкими, интерстициальными видами.
Самые мелкие сигалиониды проворно зарываются в ил и песок. Вид Thalenessa oculata имеет необычный способ зарывания. Вместо того чтобы зарываться головой вперёд, она ложится плашмя на песок и вращением своих параподий зачерпывает песок снизу, пока не покроет им тело. Этот вид обитает на мелководье в приливных и межприливных зонах, где волны могут его накрыть, так что, предположительно, такой способ зарывания является адаптацией к этому. Некоторые группы, такие как Sthenelanella имеют длинные, жёсткие и волокнистые трубки, которые состоят из нитей, вырабатываемых нотоподиальными прядильными железами.

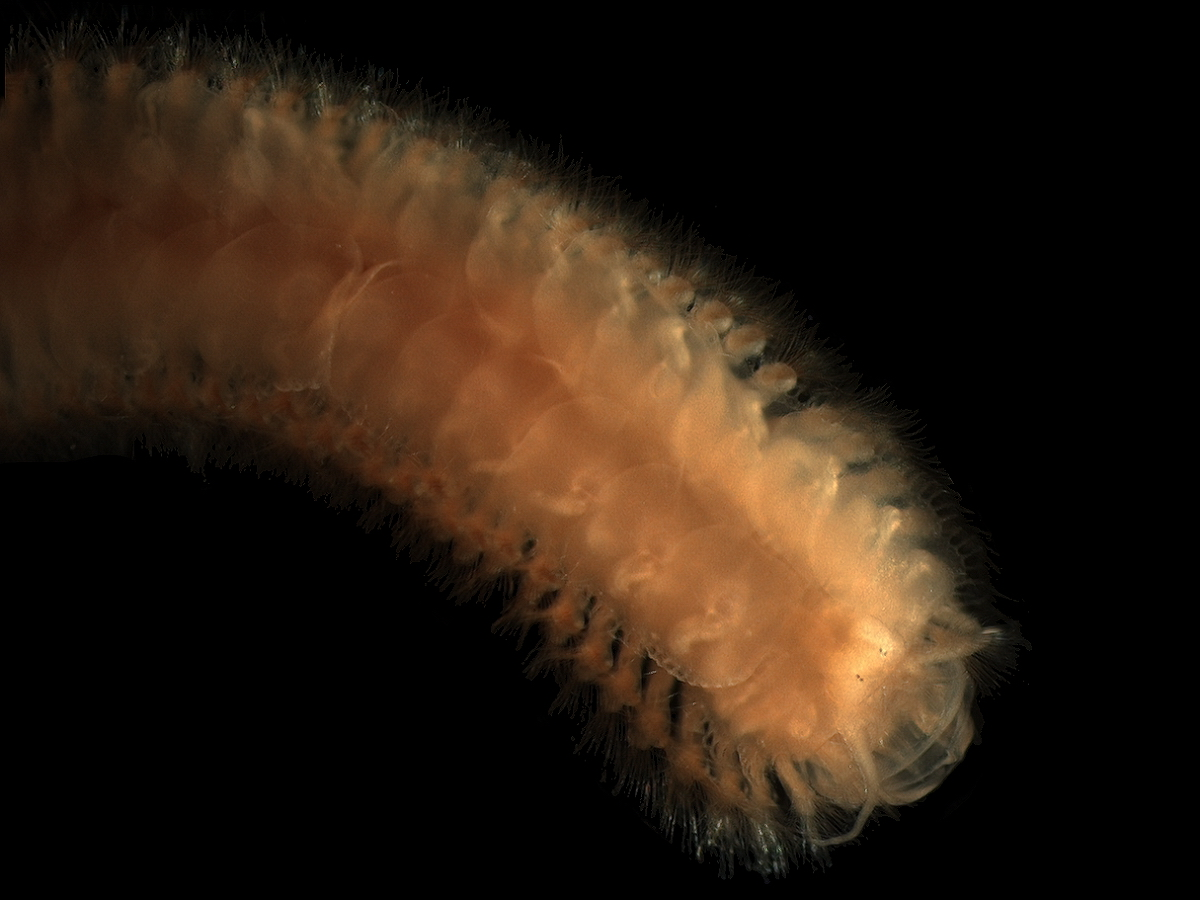
Sigalion mathildae
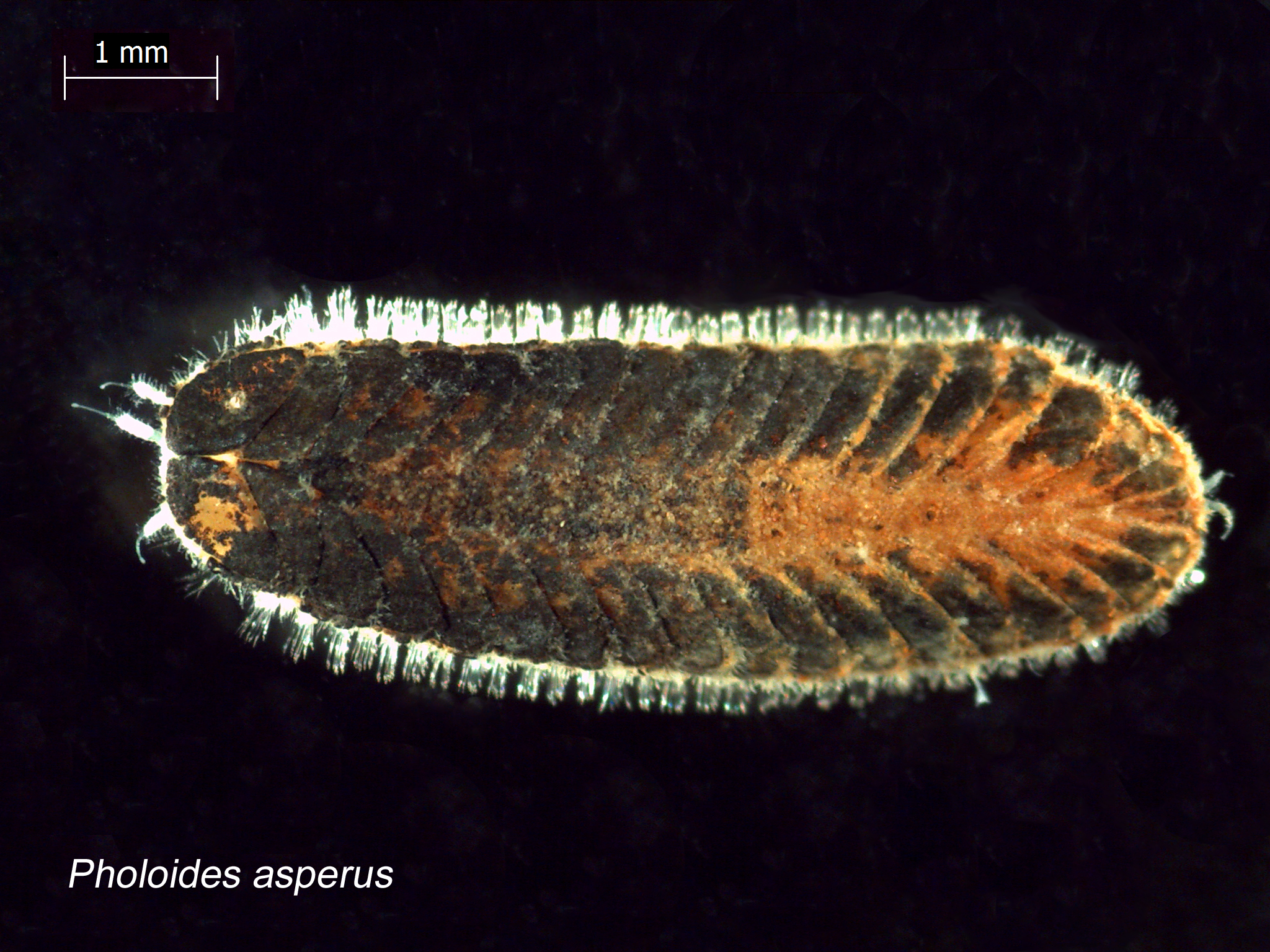
Pholoides asperus
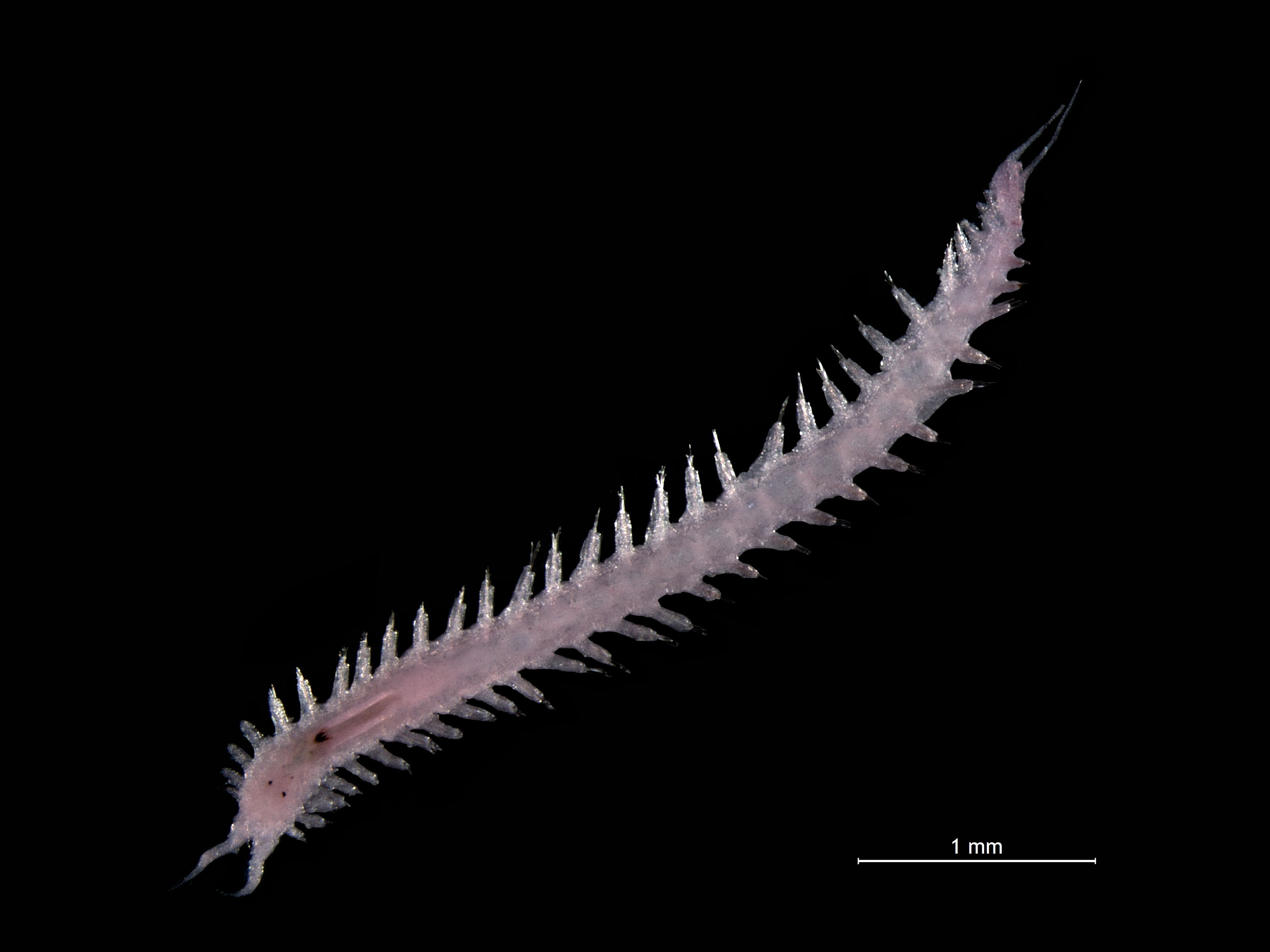
Pisione remota

## Систематика
Известно 6 родов и около 20 видов. Семейство было впервые описано в 1856 году, но первые представители группы были описаны в 1832 году (Audouin & Milne Edwards, 1832). Одно из подсемейств (Eulepethinae) позднее было выделено в отдельное семейство Eulepethidae.
- ? Mayella Hartmann-Schröder, 1959 (taxon inquirendum)

Подсемейство Pelogeniinae Chamberlin, 1919
- Claparedepelogenia Pettibone, 1997[7]
- Dayipsammolyce Pettibone, 1997
- Hartmanipsammolyce Pettibone, 1997
- Heteropelogenia Pettibone, 1997
- Neopsammolyce Pettibone, 1997
- Pelogenia Schmarda, 1861
- Pottsipelogenia Pettibone, 1997
- Psammolyce Kinberg, 1856

Подсемейство Pholoinae Kinberg, 1858
- Imajimapholoe Pettibone, 1992[8]
- Laubierpholoe Pettibone, 1992
- Metaxypsamma Wolf, 1986
- Pholoe Johnston, 1839
- Pholoides Pruvot, 1895
- Taylorpholoe Pettibone, 1992

Подсемейство Pisioninae Ehlers, 1901
- Anoplopisione Laubier, 1967
- Pisione Grube, 1857
- Pisionella Hartman, 1939
- Pisionidens Aiyar & Alikunhi, 1943

Подсемейство Sigalioninae Kinberg, 1856
- Ehlersileanira Pettibone, 1970[9]
- Euthalenessa Darboux, 1899
- Fimbriosthenelais Pettibone, 1971[10][11]
- Horstileanira Pettibone, 1970
- Labioleanira Pettibone, 1992[12][13]
- Labiosthenolepis Pettibone, 1992
- Leanira Kinberg, 1856
  - =Leanithalessa Hartmann-Schröder, 1965
- Mustaquimsthenelais Wehe, 2007[14]
- Neoleanira Pettibone, 1970
- Sigalion Audouin & Milne Edwards, 1832
- Sthenelais Kinberg, 1856[10]
- Sthenolepis Willey, 1905
- Willeysthenelais Pettibone, 1971

Подсемейство Sthenelanellinae Gonzalez, Martínez, Borda, Iliffe, Eibye-Jacobsen & Worsaae, 2018
- Sthenelanella Moore, 1910